# Христианство в Эстонии
Христианство в Эстонии — самая распространённая религия в стране.
Данные о численности эстонских христиан разнятся. По данным исследовательского центра Pew Research Center в 2010 году в Эстонии проживало 550 тыс. христиан, которые составляли 41,3 % населения этой страны. Энциклопедия «Религии мира» Дж. Г. Мелтона оценивает долю христиан в 2010 году в 72,4 % (956 тыс. верующих).
В 2000 году в Эстонии действовало 567 христианских церквей и мест богослужения, принадлежащих 29 различным христианским деноминациям.
Помимо эстонцев, христианами также являются большинство живущих в стране русских, выру, украинцев, белорусов, финнов, литовцев, латвийцев, поляков, немцев, армян и др.
В 1989 году был основан Эстонский совет церквей (эст. Eesti Kirikute Nõukogu), экуменическая организация эстонских христианских церквей и общин, входящая в качестве члена во Всемирный совет церквей и объединяющая католиков, православных и протестантов. Консервативные евангельские церкви страны объединены в Эстонский евангелический альянс, связанный со Всемирным евангельским альянсом.